# Stadtsparkasse Düsseldorf
Die Stadtsparkasse Düsseldorf ist eine Sparkasse und Anstalt des öffentlichen Rechts mit Sitz in Düsseldorf. Ihr Geschäftsgebiet sind die Städte Düsseldorf und Monheim am Rhein. Die Stadtsparkasse Düsseldorf ist die zwölftgrößte Sparkasse in Deutschland, die viertgrößte in Nordrhein-Westfalen und ein wichtiger Akteur am Finanzplatz Düsseldorf.

## Organisationsstruktur
Rechtsgrundlagen sind das Sparkassengesetz für Nordrhein-Westfalen und die durch den Verwaltungsrat der Sparkasse erlassene Satzung. Organe der Sparkasse sind der Vorstand und der Verwaltungsrat. Sie ist Teil der Sparkassen-Finanzgruppe und gehört damit auch ihrem Haftungsverbund an. Zuständiger Prüfungsverband ist der Rheinische Sparkassen- und Giroverband in Düsseldorf.

## Geschäftsausrichtung
Die Stadtsparkasse Düsseldorf betreibt als Sparkasse das Universalbankgeschäft. Die Stadtsparkasse Düsseldorf wies im Geschäftsjahr 2024 eine Bilanzsumme von 15,666 Mrd. Euro aus und verfügte über Kundeneinlagen von 12,056 Mrd. Euro. Gemäß der Sparkassenrangliste 2024 liegt sie nach Bilanzsumme auf Rang 10. Sie unterhält 52 Filialen/Selbstbedienungsstandorte und beschäftigt 1.599 Mitarbeiter. 
Sie vermittelt Bausparverträge der regionalen Landesbausparkasse, offene Investmentfonds der Dekabank und Versicherungen der Provinzial. Im Bereich des Leasing arbeitet sie mit Deutsche Leasing zusammen.
Die Stadtsparkasse betreibt für verschiedene Finanzmärkte mehrere Tochterunternehmen. Hierzu zählen:
- S-Kapitalbeteiligungsgesellschaft Düsseldorf mbH[5]
- Equity Partners GmbH[6]
- S-Finanz-Services Düsseldorf GmbH[7]

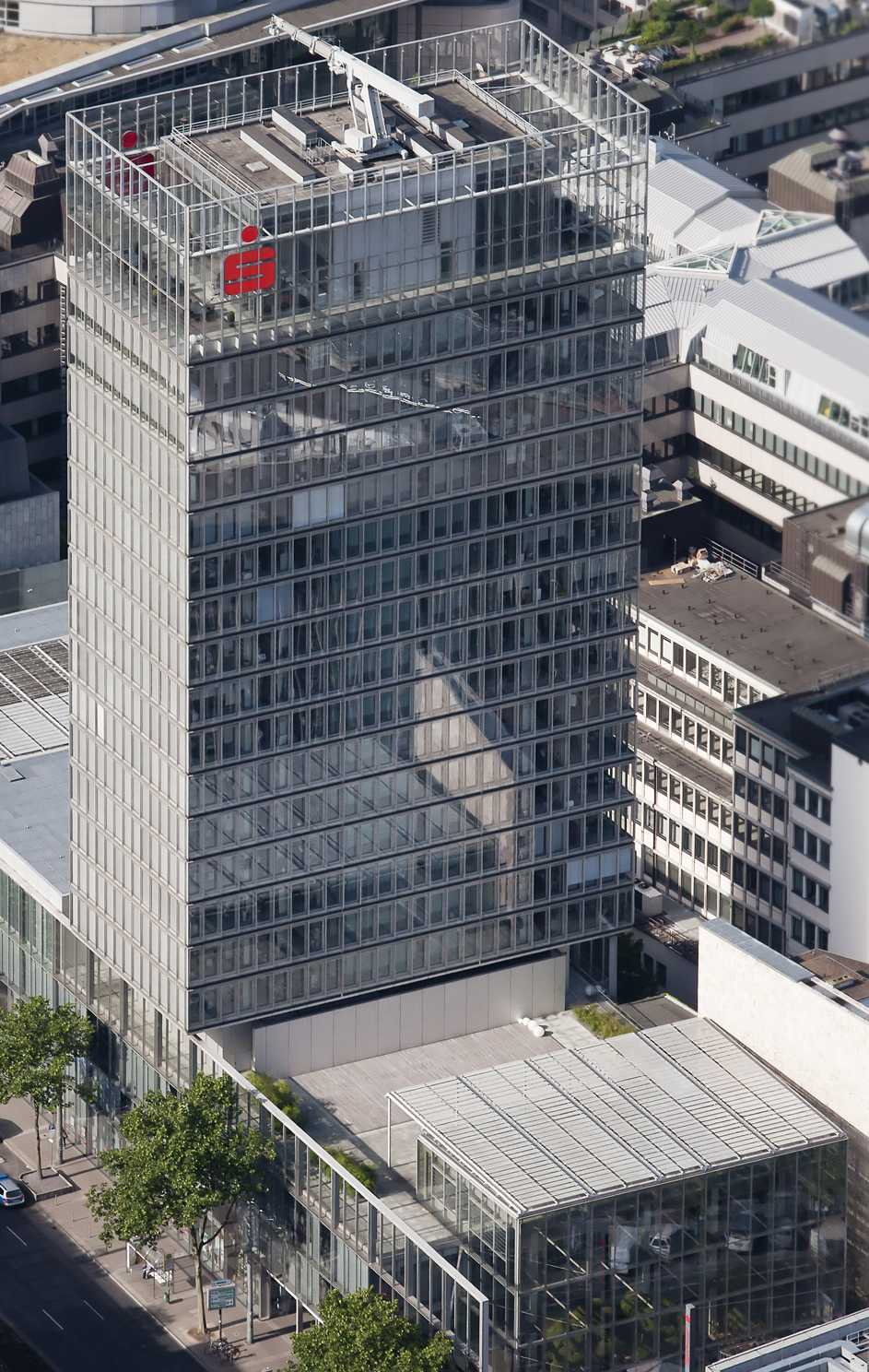
Zentrale und Hauptstelle 2012

Im Firmenkundengeschäft hat sich die Stadtsparkasse Düsseldorf seit vielen Jahren auf den Mittelstand aus der Region fokussiert. Vor allem die guten Kenntnisse in und um Düsseldorf verhelfen ihr zu einer langfristigen Kundenbindung. Beratungen finden unter anderem bei der Unternehmensnachfolge und bei Existenzgründungen statt. Außerdem bietet die Stadtsparkasse Düsseldorf verschiedene Netzwerkforen, wie den Mittelstandstag, für regionale Unternehmer an.

## Geschichte

Das Düsseldorfer Rathaus: 1848 zieht die Sparkasse ins Erdgeschoss des rechten Flügels neben dem Rathausturm

Bereits aus dem Oktober 1806 stammt eine erste Akte über die Planung einer Leihanstalt in Düsseldorf. Im Sommer 1825 war es dann soweit: Das Oberbürgermeisteramt gab bekannt, dass "Leih-Haus und die Spar-Kasse" eröffnen werden. Im Jahr 1848 erfolgt die Trennung von Leih-Haus und Spar-Kasse. Damals wurde eine rein soziale Ausrichtung festgelegt.
Schon im Jahr 1872 erreicht die Bilanzsumme der Sparkasse die Millionengrenze. 1877 wird die Sparkasse dann ein kommunales Kreditinstitut und es entfällt der Grundsatz der rein sozialen Ausrichtung.
Der Zweite Weltkrieg erschüttert auch die Sparkasse in Düsseldorf. Nach dem Krieg ist fast die Hälfte aller Wohnbauten und ein Drittel aller Industrieanlagen zerstört, das Filialnetz liegt am Boden und wird erst langsam wieder aufgebaut.
1956 kauft die Sparkasse Düsseldorf das fast 5.000 Quadratmeter große Grundstück an der Berliner Allee und errichtet dort ihre Hauptstelle. Noch heute beheimatet das im Jahr 2000 komplett renovierte Hochhaus die Hauptstelle der Stadtsparkasse Düsseldorf.

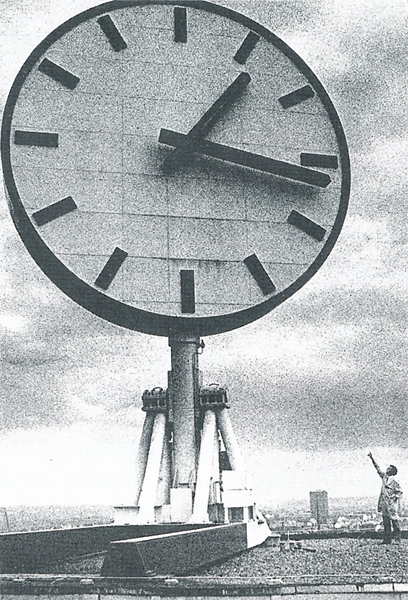
Am 22. November 1969 wurde die Sparkassenuhr mit einem Spezialkran auf das Dach des Sparkassenhochhauses gehievt.

1956 wird auch das Sparkassengesetz verabschiedet, was die Sparkasse als eine Anstalt des öffentlichen Rechts definiert. Damit ist es ihre Hauptaufgabe den örtlichen  Sparsinn und die örtliche Kreditversorgung zu fördern.
Ende des Jahres 1969 wird dem Sparkassenhochhaus die Sparkassenuhr aufgesetzt. Mit einem Durchmesser von neun Metern, einem Gewicht von 28 Tonnen, einer Fläche von 64 Quadratmetern und einer Höhe von insgesamt 14 Metern wird sie Düsseldorfs größte Uhr und bis 1998 zum markanten Orientierungspunkt der Innenstadt.
Zum 1. Juli 2002 fusionierten die Sparkasse Monheim und die Stadtsparkasse Düsseldorf und firmieren seitdem unter der einheitlichen Bezeichnung als "Stadtsparkasse Düsseldorf".

## Gesellschaftliches Engagement
Als öffentlich-rechtliches Institut arbeitet die Stadtsparkasse Düsseldorf gemeinwohlorientiert. Sie unterstützt die Bürger der Stadt Düsseldorf im sozialen Bereich, fördert das Brauchtum, die Bildung und den Sport sowie das kulturelle Leben in Düsseldorf. Für dieses Engagement hat die Stadtsparkasse Düsseldorf im Jahr 2014 eine Summe von 3,2 Millionen Euro aufgebracht.
Die Stadtsparkasse unterhält mehrere Stiftungen.
Die Kunst- und Kulturstiftung der Stadtsparkasse Düsseldorf wurde im Jahr 2000, anlässlich ihres 175-jährigen Jubiläums, gegründet. Bis 2014 hat die Kunst- und Kulturstiftung mit einer Summe von 2,2 Millionen Euro fast 230 Förderprojekte unterstützt.
Die Stiftung Monheim wurde im Jahr 2002 gegründet und widmet sich gemeinnützigen Zwecken wie der Jugend- und Altenhilfe als auch der Sport- und Kulturförderung. Aus ihr wird auch der seit 2012 alle zwei Jahre vergebene Ulla-Hahn-Autorenpreis dotiert.
Die Düsseldorfer Eissporthalle ist ebenfalls eine Stiftung der Stadtsparkasse Düsseldorf. Sie wurde 1975 gegründet, anlässlich des 150-jährigen Jubiläums der Stadtsparkasse.
Neben den verschiedenen Stiftungen fördert die Stadtsparkasse Düsseldorf gemeinnützige Vereine durch Sponsoring, Spenden und den PS-Zweckertrag.

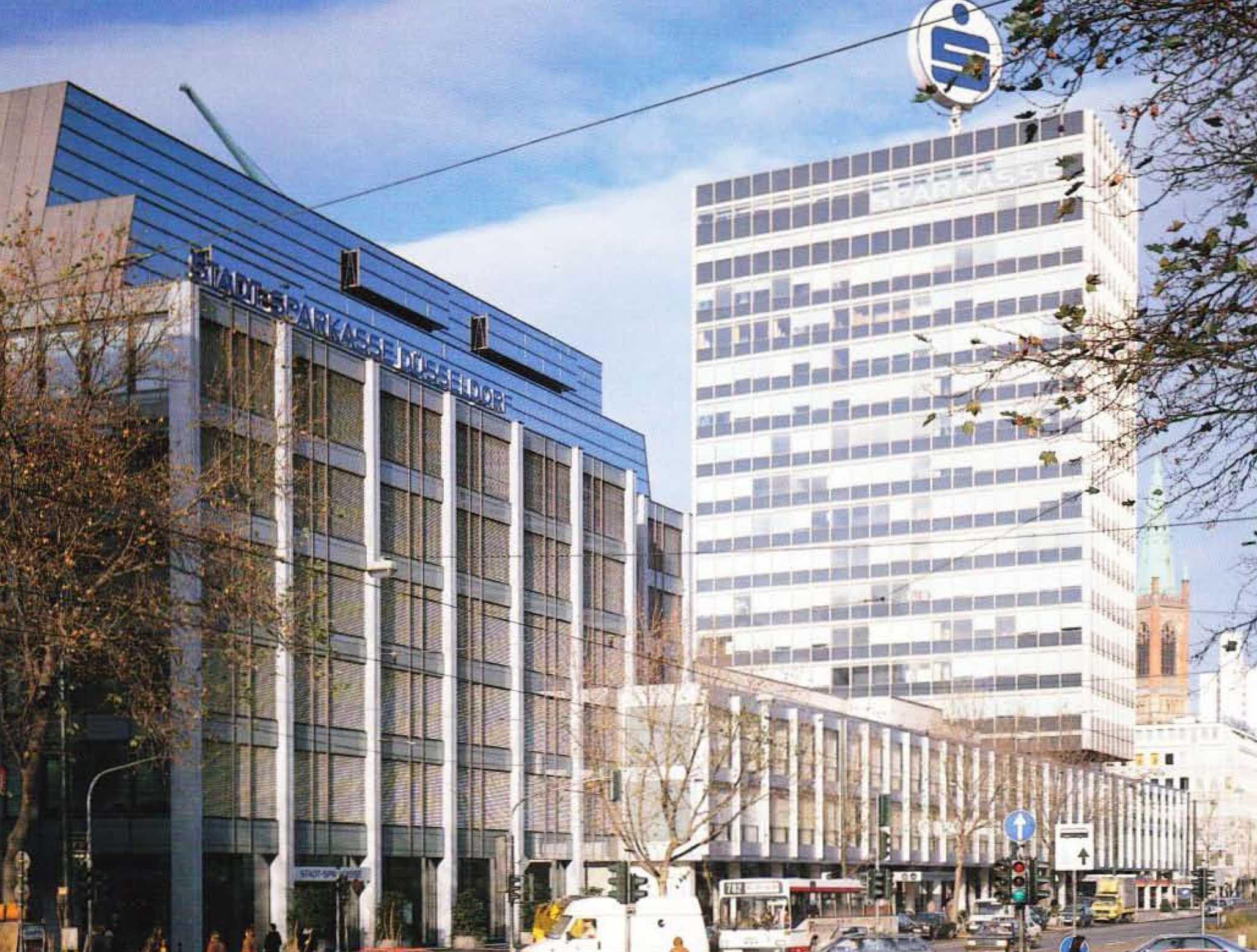
Zentrale und Hauptstelle 1991

Im Vordergrund des Sponsorings steht die Nachwuchsförderung, die mit 1,5 Millionen Euro im Jahr 2014 unterstützt wurde. Das Spendenbudget von 300.000 Euro kam gemeinnützigen Vereinen zugute.
Der PS-Zweckertrag beruht auf der Sparkassenlotterie „PS-Sparen und Gewinnen“. Die Kunden der Stadtsparkasse Düsseldorf kaufen Lose, von denen jeweils 25 Cent in die Ausschüttung für den guten Zweck fließen. Im Jahr 2014 konnten dadurch 298 Projekte mit einer Summe von rund  einer Million Euro unterstützt werden.

## Skandal um Maxfield-Pleite bzw. Pooth-Affäre
Bundesweites Aufsehen erregte die fristlose Kündigung zweier Vorstandsmitglieder der Sparkasse Düsseldorf im März 2008. Deren Vorstandsvorsitzender Heinz-Martin Humme sowie das Vorstandsmitglied Karl-Heinz Stiegemann hatten dem Unternehmer Franjo Pooth, Ehemann der bekannten Entertainerin Verona Pooth, trotz Warnungen aus Verwaltungsratskreisen einen Kredit in Höhe von 9,3 Millionen Euro gewährt, obwohl sein Unternehmen Maxfield in hohem Maße verschuldet war. Das Unternehmen ist inzwischen insolvent.
Franjo Pooth hat gestanden, die beiden Vorstände unter anderem mit hochwertigen Fernsehern der Luxusmarke Bang & Olufsen im Wert von über 9.000 Euro bestochen zu haben; jedoch beschuldigt er mindestens ein Vorstandsmitglied, ihn dazu genötigt zu haben. Nachdem Wirtschaftsprüfer belastende Belege über die Vorstandsmitglieder gefunden hatten, beschloss der Verwaltungsrat einstimmig deren fristlose Kündigung. Stiegemann reichte trotz des mutmaßlich verlorenen Millionenkredits Klage auf Auszahlung von Erfolgsprämien in Höhe von 105.000 Euro gegen die Sparkasse ein. Verona Pooth behauptete in einem RTL-Interview, ihr Mann habe das Talent, „Bankleute um den Finger zu wickeln“. Ein Mitglied des Sparkassen-Verwaltungsrats äußerte öffentlich den Verdacht, dass der Kredit aufgrund des „Verona-Faktors“ zu leichtfertig gewährt worden sei.
Im Rahmen der juristischen Abarbeitung der Pooth-Affäre wurde der frühere Düsseldorfer Stadtsparkassen-Vorstand Karl-Heinz Stiegemann im Juli 2011 vom Landgericht Düsseldorf zur Zahlung von 454.000 Euro an seinen früheren Arbeitgeber verurteilt.